# Dimitrij Jefimovič Zakutnyj
Dimitrij Jefimovič Zakutnyj (rusky Дми́трий Ефи́мович Заку́тный, * 26. říjnajul./ 7. listopadu 1897greg. stanice Kalmyckij, oblast Donského vojska, Ruské impérium, popraven 1. srpna 1946 v Moskvě) byl generálmajor Rudé armády, poté generálmajor ROA a vedoucí civilní správy KONR.

## Mládí a první světová válka
Narodil se v kozácké stanici Kalmyckij (rusky хутор Калмыцкий) v oblasti Donského vojska (nynější Rostovská oblast) v rolnické rodině. V roce 1914 ukončil reálku. Od roku 1916 bojoval v první světové válce na Kavkaze.

## Služba v sovětské armádě
V březnu 1918 se dobrovolně přihlásil do Rudé armády a byl zvolen členem revolučního výboru. V ruské občanské válce se jako sovětský partyzán účastnil bojů proti kozáckým jednotkám P. N. Krasnova. V únoru 1919 byl zařazen do 1. sovětské donské dělnicko-rolnické divize a stal se členem RKP(b). V únoru 1920 bojoval v divizi těžkého dělostřelectva a účastnil se operací proti jednotkám generálů Děnikina a Wrangela.
V Rudé armádě se jeho kariéra vyvíjela následovně:
- V květnu 1921 dělostřelecká inspekce 2. kavkazského sboru.
- V březnu 1922 velitel jízdní průzkumné čety 248. střeleckého pluku.
- Od června 1922 působil jako asistent náčelníka štábu 83. střeleckého pluku.
- Od října 1922 se stal asistentem náčelníka operačního oddělení velitelství 9. střeleckého sboru.
- V říjnu 1923 byl odeslán ke studiu na kurzy GRU a po jejich ukončení byl jmenován do funkce velitele zpravodajského oddělení velitelství 9. střeleckého sboru.
- V roce 1925 byl jmenován do funkce asistenta náčelníka rozvědky velitelství Severokavkazského vojenského okruhu.
- V roce 1928 byl Zakutnyj oceněn za vynikající výsledky čestným listem, k němuž patřily stříbrné hodinky a pouzdro na cigarety.
- V říjnu 1928 byl vyslán na studia na Vojenskou akademii M. V. Frunzeho.
- V květnu 1931 dokončil studia na vojenské akademii a byl jmenován do funkce velitele 1. oddělení štábu 14. střeleckého sboru.
- V březnu 1932 byl převelen do generálního štábu Rudé armády, kde působil jako zástupce náčelníka 1. úseku operačního oddělení.
- V lednu 1935 byl jmenován do funkce náčelníka 1. úseku operačního oddělení.
- V listopadu 1936 byl vyslán na studie na Akademii generálního štábu Rudé armády.
- Po promoci v srpnu 1938 byl jmenován do funkce asistenta na katedře štábní služby Vojenské akademie M. V. Frunzeho.
- V srpnu 1939 byl jmenován do funkce náčelníka štábu 21. střeleckého sboru Zvláštního západního vojenského okruhu.[pozn. 2]
- Dne 5. června 1940 byl povýšen na generálmajora.[1]

Začátek války s Německem ho zastihl ve funkci velitele 21. střeleckého sboru, který byl součástí 13. armády Západního frontu. Jeho sbor byl zapojen do obrany Běloruska. V Minské opevněné oblasti velel těžkým obranným bojům v okolí města Lida, kde jeho sbor utrpěl těžké ztráty a ocitl se v obklíčení. Zbytkům sboru se pod velením Zakutného podařilo z obklíčení prorazit dne 30. června 1941. 
Po zformování byl jeho 21. střelecký sbor zařazen do 21. armády a účastnil se bojů poblíž města Homel. Rozkazem Vojenského sovětu 21. armády byl dne 21. července 1941 potvrzen ve funkci velitele 21. sboru. Dne 26. července 1941 byl sbor pod jeho velením v Homelské oblasti obklíčen a utrpěl těžké ztráty. Z tohoto obklíčení se mu již nepodařilo vyváznout a byl zajat německým poručíkem ze 110. pěšího pluku 112. pěší divize wehrmachtu.

## Služba v ROA
Hned po svém zajetí u prvního výslechu Zakutnyj prohlásil, že chce bojovat proti SSSR a navrhl vytvoření protisovětské vlády z bývalých sovětských občanů. Podle svého výslechu byl z komunistické strany v roce 1938 vyloučen, ale později mu bylo členství obnoveno. Zakutnyj u výslechu také dále uvedl, že sovětská vláda doufá, že vojenské operace německého wehrmachtu budou ztíženy obrovskou rozlohou území. Dále vyjádřil pochybnosti o vojenské možnosti okupace rozsáhlých sovětských území, ale také dodal, že je to v možnostech německé populace a její schopnosti organizace. Níže uvedená zpráva byla sestavena na základě iniciativy samotného Zakutného a politické otázky mu u výslechu kladeny nebyly. Níže uvedená citace ilustruje uvažování sovětské generality o politických otázkách v SSSR.
| „ | По мнению Закутного, исход войны в большей степени будет зависеть от того, окажут ли Соединенные Штаты Америки Советскому Союзу активную военную поддержку. Что касается активной поддержки Советского Союза со стороны Англии, на это, по мнению Закутного, ни в коем случае нельзя рассчитывать. Он считает, что отношения между Англией и Советским Союзом по-прежнему характеризуются значительным взаимным недоверием. У России никогда не было ощущения, что Англию можно считать надежным партнером. Нарушение Англией договоров, имевшее место в прошлом, рождает подозрение, что и в будущем она не выполнит свои теперешние обязательства перед Россией в соответствии с договором. Новый англо-русский союзный договор содержит, правда, статью, которая не разрешает ни одному из партнеров заключать сепаратный мир, однако в России сомневаются, ... будет ли Англия соблюдать эту статью. Напротив, существуют опасения, что при необходимости Англия заключит сепаратный мир и бросит Россию на произвол судьбы. Вполне возможно, что Россия, чтобы избежать подобной случайности, в свою очередь будет стараться заключить сепаратный мир с Германией. И по внутриполитическим причинам советскому правительству следовало бы взвесить возможность сепаратного мира. По мнению генерала, эта война чрезвычайно непопулярна в России и легко может привести к свержению теперешнего правящего режима. Этой опасности советское правительство может избежать только путем своевременного заключения сепаратного мира. Большое значение, по словам генерала имеет также вопрос о том, как далеко переместится фронт на восток. Если немцам удастся занять большие пространства России, для советского правительства возникнет угроза того, что на оккупированной территории будет образовано русское параллельное правительство. Появление такой возможности особенно опасно для советского правительства, и поэтому ему, безусловно, придется предупредить создание параллельного правительства за счет своевременного заключения сепаратного мира или же, если избежать создания параллельного правительства не удастся, благодаря заключению такого мира ему придется попытаться сохранить за собой по крайней мере остатки территории России. | Podle Zakutného bude výsledek války do značné míry záviset na tom, zda Spojené státy americké poskytnou Sovětskému svazu aktivní vojenskou podporu. Pokud jde o aktivní podporu Sovětského svazu ze strany Anglie, s tím podle Zakutného nelze za žádných okolností počítat. Domnívá se, že vztahy mezi Anglií a Sovětským svazem se stále vyznačují značnou vzájemnou nedůvěru. Rusko nikdy nemělo pocit, že by Anglie mohla být považována za spolehlivého partnera. Minulé porušování smluv ze strany Anglie vyvolává podezření, že v budoucnu nebude plnit své současné závazky vůči Rusku v souladu se smlouvou. Je pravda, že nová anglo-ruská spojenecká smlouva obsahuje článek, který neumožňuje žádnému z partnerů uzavřít separátní mír, ale v Rusku panují pochybnosti… zda Anglie tento článek dodrží. Naopak panují obavy, že v případě potřeby Anglie uzavře separátní mír a ponechá Rusko svému osudu. Je docela možné, že Rusko, aby se vyhnulo takovému vývoji, se pokusí uzavřít separátní mír s Německem. A z vnitropolitických důvodů by měla sovětská vláda zvážit možnost separátního míru. Podle generála je tato válka v Rusku extrémně nepopulární a snadno by mohla vést ke svržení současného vládnoucího režimu. Sovětská vláda se tomuto nebezpečí může vyhnout pouze tím, že včas uzavře separátní mír. Velký význam má podle generála také otázka, kam až se fronta posune na východ. Pokud se Němcům podaří obsadit velká území Ruska, bude sovětské vládě hrozit, že na okupovaném území vznikne paralelní ruská vláda. Vznik takové možnosti je nebezpečný zejména pro sovětskou vládu, a proto jistě bude muset zabránit vzniku takové vlády včasným uzavřením separátního míru. Nebo pokud se nebude možné vyhnout vytvoření paralelní vlády, uzavřením takového míru se bude pokoušet udržet alespoň zbytky ruského území. | “ |
| — Zpráva oddělení 1 C velitelství 2. německé armády o výslechu válečného zajatce generála Zakutného ze dne 27. července 1941 | | |   |

V září 1941 byl převezen do Oflagu XIII-D v Hamellburgu a 30. října 1941 byl umístěn do zajateckého tábora abwehru na předměstí Berlína. Zde navázal kontakt s německou vojenskou zpravodajskou službou, které předal jemu známé informace ohledně výstavby a způsobu organizace sovětských opevněných rajónů a předal zprávu o ochotě vybraných sovětských generálů ke spolupráci. Dále spolupracoval na úpravě překladů předpisů Rudé armády. V únoru 1942 byl umístěn do zvláštního zajateckého tábora, kde začal spolupracovat s propagandistickým oddělením Ministerstva pro okupovaná východní území (německy Reichsministerium für die besetzten Ostgebiete) ministra Rosenberga. Podílel se na redigování brožur s protisovětským obsahem.
V únoru 1943 byl propuštěn ze zajetí. V dubnu 1943 byl umístěn do tábora u městečka Wustrau určeného k výcviku propagandistů. Od srpna 1944 se aktivně podílel na práci na vytvoření Výboru pro osvobození národů Ruska a podílel se na získávání dalších zástupců do tohoto orgánu z řad uprchlíků a ostarbeiterů. Ve výběru kandidátů však měli poslední slovo řídící důstojníci SS, kteří odmítli několik z jejich pohledu nespolehlivých kandidátů.
Stal se členem prezídia KONR spolu s Vlasovem, Balabinem, Truchinem, Žilenkovem, Malyškinem a vedl jeho civilní správu. Byl jedním z autorů Pražského manifestu. Pro úřady Třetí říše sepsal zprávu o situaci sovětských občanů zavlečených na práce v Německu a závěrem vyjádřil nezbytnost zlepšit jejich právní a materiální situaci.
V únoru 1945 byl evakuován do Karlových Varů. Dne 26. dubna 1945 obdržel rozkaz od generála Vlasova zůstat ve městě Füssen spolu se skupinou členů KONR s cílem navázat kontakt s anglo-americkými jednotkami. Dne 1. května 1945 město obsadila americká armáda a Zakutnyj byl zajat.

## Soud a poprava
Krátce po zadržení vojenskou policií dne 1. května 1945 byl propuštěn, ale dne 20. května 1945 byl zatčen znova a 13. června 1945 byl předán americkou správou zástupcům sovětské vojenské správy v Německu. Poté byl odvezen do Moskvy.
Během procesu a vyšetřování přiznal svou vinu. Za vinu mu bylo také mimo jiné kladeno to, že byl agentem gestapa a předával informace o náladách mezi představiteli Výboru. Dne 1. srpna 1946 ho Vojenské kolegium Nejvyššího soudu SSSR odsoudilo k trestu smrti oběšením. Rozsudek byl vykonán na dvoře věznice Butyrka. Ostatky byly zpopelněny a pohřbeny v neoznačeném příkopu Donského kláštera.
Pokus o jeho rehabilitaci byl ruským soudem 1. listopadu 2001 zamítnut.